# Bed Time
Bed Time (Mientras duermes) è un film thriller del 2011 diretto da Jaume Balagueró, già autore della saga di Rec.

## Trama
Cesar lavora come portiere in un condominio di Barcellona. È sociopatico, e sin da giovane non è mai riuscito a provare alcuna forma di felicità; pertanto, l'unica soddisfazione che prova nella vita è quella di rendere infelice in tutti i modi possibili chi lo circonda. Passa così le sue giornate a studiare con grande astuzia gli inquilini del palazzo, di cui conosce le vite nel dettaglio, infliggendo loro ogni forma di angheria, e non risparmiando nemmeno l'anziana madre invalida (alla quale, approfittando della sua situazione, confida regolarmente tutte le sue azioni criminali).
La vittima preferita di Cesar è Clara, una ragazza molto solare, dolce ed ottimista, caratteristiche che fanno di lei la persona che Cesar odia più di chiunque altro. 
Ossessionato dal desiderio di distruggere la sua felicità, Cesar decide di spingersi fino al limite estremo pur di "farle sparire il sorriso". In quanto portiere, possiede una copia delle chiavi di ogni appartamento, e se ne serve per introdursi in casa della ragazza, nascondendosi sotto il suo letto, narcotizzandola nel sonno con del cloroformio per poi aggirarsi liberamente nel suo appartamento, fino a dormirle accanto. L'ossessione e l'odio dell'uomo per Clara lo spingono anche a spedirle numerosi messaggi e lettere anonime, iniettare dell'acido nei contenitori dei suoi cosmetici (causandole numerose eruzioni cutanee) fino ad infestarle la casa con degli scarafaggi, da cui la ragazza è terrorizzata. A seguito di quest'ultima azione di Cesar, Clara, sempre ignara dell'operato di Cesar, gli chiede aiuto per disinfestare l'appartamento. Cesar si offre di occuparsene, ma Clara informa il portiere che, avendo la casa inagibile, starà via alcuni giorni.
Cesar non prende bene la notizia della partenza di Clara, proprio ora che era riuscito a renderla infelice. Nel frattempo lui stesso viene tormentato da Ursula, una bambina che vive nell'appartamento accanto a quello di Clara: la ragazzina ha scoperto le sue azioni criminali e lo ricatta per ottenere soldi e film pornografici in cambio del silenzio.
Alcuni giorni dopo Clara avvisa il portiere che la sera farà ritorno all'abitazione ormai agibile e Cesar, nuovamente appostato sotto il letto, si prepara a ricominciare con le sue sevizie. Stavolta l'uomo è deciso a spingersi ancora oltre, avendo portato con sé un borsone contenente, tra le altre cose, funi, un coltello da macellaio e una sega. Ma inaspettatamente, insieme alla ragazza c'è Marcos, il suo fidanzato: i due hanno un rapporto sessuale, nel corso del quale la boccetta di cloroformio del portiere nascosta anch'essa sotto il letto si apre, facendogli cadere alcune gocce del liquido sul viso. Il portiere riesce comunque a uscire da sotto il letto senza farsi vedere, ma, una volta raggiunta la porta d'ingresso, si accorge di non poter uscire, avendo preso per sbaglio, dal borsone lasciato sotto il letto, le chiavi dell'appartamento di un altro inquilino del palazzo. Non potendo tornare indietro si nasconde nella doccia, dove perde i sensi a causa del cloroformio rovesciatoglisi sul volto e rinviene solo la mattina dopo, quando Clara senza spostare la tendina, apre l'acqua della doccia inzuppandolo. Tuttavia, la ragazza non entra subito in doccia, ma torna in camera da letto, dando così a Cesar la possibilità di fuggire. La fuga non riesce e Cesar viene scoperto da Marcos: messo alle strette, il portiere si giustifica con Clara, dicendo di essere appena entrato per riprendersi la borsa che aveva dimenticato dopo l'opera di disinfestazione. Le sue parole però non convincono Marcos, che comincia a sospettare di Cesar.
Poco dopo Cesar scopre che la polizia è sulle sue tracce per via dei messaggi e delle lettere anonime che aveva inviato a Clara. Riesce però a sviare i sospetti e ad incastrare il figlio della donna delle pulizie, che viene arrestato insieme alla madre. Pochi giorni dopo Clara decide di trascorrere un weekend fuori porta insieme a Marcos, e nel frattempo, data la condotta lavorativa spesso ritardataria, Cesar viene licenziato dall'amministratore e invitato ad abbandonare la portineria entro quindici giorni.
Dal suo piccolo e buio appartamento medita il suicidio (atto peraltro premeditato molto spesso, durante tutta la sua infelice esistenza), recandosi sulla terrazza dell'edificio: guardando di sotto però vede Clara che rientra inaspettatamente in anticipo dalla sua vacanza con il fidanzato. I due stanno discutendo animatamente; ciò basta a far desistere Cesar dall'idea di togliersi la vita. Si reca pertanto subito sotto il letto di Clara, dove scopre il motivo del dissidio tra i due fidanzati: Clara ha scoperto di essere incinta di quattro settimane. Marcos, che è stato via nelle ultime sei, e che inoltre è sicuro di aver preso sempre le sue precauzioni, è convinto di non essere il padre del bambino e ipotizza l'infedeltà della ragazza, causandone la rabbia e scatenando una furiosa lite.
Un giorno, mentre Clara non è in casa, Marcos, per smascherare Cesar, lo fa entrare nell'appartamento con una scusa: il ragazzo ha infatti trovato sotto il letto gli strumenti con cui Cesar torturava Clara. Nasce così una colluttazione in cui il portiere confessa a Marcos i rapporti sessuali con la donna in stato di incoscienza. Quando Marcos, accecato dall'ira, lo attacca nuovamente, Cesar afferra un frammento di specchio rotto e lo colpisce al collo, ferendolo a morte. Dopodiché sposta il corpo nella vasca da bagno, mettendo l'arma del delitto nella mano della stessa vittima, per inscenare un suicidio. Dato che Ursula sa quello che ha fatto, Cesar una notte narcotizza tutti i suoi familiari, poi minaccia di morte la bambina e le persone a lei vicine se parlerà con qualcuno e non sosterrà la sua tesi alla polizia, per cui Marcos si sarebbe ucciso a causa di presunti litigi con la fidanzata.
La morte di Marcos sconvolge la vita di Clara, la quale decide di trasferirsi e non tornare più nell'appartamento. Vedendola uscire per l'ultima volta dall'ascensore del palazzo, pallida e con le lacrime agli occhi, Cesar capisce con soddisfazione che il suo obiettivo è stato raggiunto.
Alcuni mesi dopo Cesar decide di compiere il passo finale del suo delirio: pur sapendo di andare incontro alle conseguenze del suo gesto, scrive una piena confessione a Clara, che nel frattempo si è ripresa dal lutto ed ha partorito il bambino che crede essere figlio di Marcos. Dopo aver letto la lettera di Cesar, non solo scopre di essere stata ripetutamente violentata da lui durante la notte, ma che il bambino da poco partorito è in realtà figlio di Cesar. La donna rimane sconvolta, mentre Cesar, finalmente felice, aspetta che la giustizia faccia il suo corso.

## Promozione
Il trailer italiano del film è stato diffuso online il 14 giugno 2012.

## Distribuzione
Uscito in Spagna il 14 ottobre 2011, in Italia il film è arrivato il 27 luglio 2012, distribuito da Lucky Red.